# Grumo Nevano
 (octobre 2021).
Grumo Nevano est une commune italienne de la ville métropolitaine de Naples, dans la région Campanie.

## Administration
| Période                                  | Période          | Identité                | Étiquette | Qualité                             |
| ---------------------------------------- | ---------------- | ----------------------- | --- | ----------------------------------- |
| 1946                                     | 1952             | Michelangelo Chiacchio  | Democrazia Cristiana                                                                                                 | La profession n'est pas mentionnée. |
| 1952                                     | 1956             | Salvatore Aversano      | Democrazia Cristiana                                                                                                 | La profession n'est pas mentionnée. |
| 1956                                     | 1969             | Michelangelo Chiacchio  | Democrazia Cristiana                                                                                                 | La profession n'est pas mentionnée. |
| 1969                                     | 1974             | Pasquale Maisto         | Democrazia Cristiana                                                                                                 | La profession n'est pas mentionnée. |
| 1974                                     | 1975             | Luigi Reccia            | Democrazia Cristiana                                                                                                 | La profession n'est pas mentionnée. |
| 1975                                     | 1982             | Antonio Di Donato       | Democrazia Cristiana                                                                                                 | La profession n'est pas mentionnée. |
| 1982                                     | 1984             | Raffaele Chiacchio      | Democrazia Cristiana                                                                                                 | La profession n'est pas mentionnée. |
| 1984                                     | 1985             | Antonio Caso            | Democrazia Cristiana                                                                                                 | La profession n'est pas mentionnée. |
| 1985                                     | 1986             | Maria Rasulo            | Democrazia Cristiana                                                                                                 | La profession n'est pas mentionnée. |
| 1986                                     | 1988             | Luigi Reccia            | Democrazia Cristiana                                                                                                 | La profession n'est pas mentionnée. |
| 2 agosto 1988                            | 27 marzo 1990    | Sossio Canciello        | Democrazia Cristiana                                                                                                 | La profession n'est pas mentionnée. |
| 6 giugno 1990                            | 28 febbraio 1991 | Alfonso Rossi           | Parti Socialista Italiano                                                                                            | La profession n'est pas mentionnée. |
| 18 aprile 1991                           | 4 febbraio 1992  | Luigi Reccia            | Democrazia Cristiana                                                                                                 | La profession n'est pas mentionnée. |
| 19 maggio 1992                           | 21 giugno 1993   | Pietro Chiacchio        | Democrazia Cristiana                                                                                                 | La profession n'est pas mentionnée. |
| 1º luglio 1993                           | 12 maggio 1997   | Angelo Di Lorenzo       | Indipendente | La profession n'est pas mentionnée. |
| 12 maggio 1997                           | 29 giugno 1999   | Angelo Di Lorenzo       | Polo per le Libertà (FI-AN-CCD-CDU)                                                                                  | La profession n'est pas mentionnée. |
| 27 luglio 1999                           | 17 aprile 2000   | Ennio Blasco            | | La profession n'est pas mentionnée. |
| 17 aprile 2000                           | 28 marzo 2002    | Alessandro Grimaldi     | L'Ulivo, DS-PPI-RI-FdV                                                                                               | La profession n'est pas mentionnée. |
| 28 marzo 2002                            | 10 giugno 2003   | Calogero Cortimiglia    | | La profession n'est pas mentionnée. |
| 10 giugno 2003                           | 15 aprile 2008   | Angelo Di Lorenzo       | Casa delle Libertà (FI-AN, CCD, CDU)                                                                                 | La profession n'est pas mentionnée. |
| 15 aprile 2008                           | 18 ottobre 2010  | Filomena Bilancio       | Il Popolo della Libertà                                                                                              | La profession n'est pas mentionnée. |
| 18 novembre 2010                         | 31 gennaio 2011  | Sandra Sarti            | | La profession n'est pas mentionnée. |
| 6 giugno 2011                            | 4 dicembre 2012  | Alessandro Grimaldi     | lista civica : Centro Democratico                                                                                    | La profession n'est pas mentionnée. |
| 4 dicembre 2012                          | 30 gennaio 2013  | Maria Pia De Rosa       | | La profession n'est pas mentionnée. |
| 28 maggio 2013                           | 10 febbraio 2015 | Vincenzo Brasiello      | lista civica : (PD-SEL, CD)                                                                                          | La profession n'est pas mentionnée. |
| 10 febbraio 2015                         | 5 giugno 2015    | Maria Beatrice Giuliani | | La profession n'est pas mentionnée. |
| 5 giugno 2015                            | 19 giugno 2018   | Pietro Chiacchio        | lista civica : Popolari per Grumo Nevano                                                                             | La profession n'est pas mentionnée. |
| 10 luglio 2018                           | 3 maggio 2019    | Demetrio Martino        | | La profession n'est pas mentionnée. |
| 3 maggio 2019                            | 13 giugno 2019   | Gaetano Cupello         | | La profession n'est pas mentionnée. |
| 13 giugno 2019                           | 6 dicembre 2019  | Gaetano Di Bernardo     | Storia Futura, Progressisti per Grumo Nevano, Con Di Bernardo Sindaco, Uniti Per Cambiare, Nuova Generazione Grumese | La profession n'est pas mentionnée. |
| 6 dicembre 2019                          | in carica        | Anna Manganelli         | | La profession n'est pas mentionnée. |
| Les données manquantes sont à compléter. |                  |                         | |                                     |

### Communes limitrophes
Arzano (Italie), Casandrino, Frattamaggiore, Sant'Antimo, Sant'Arpino

## Natifs de Grumo Nevano
- Niccolò Cirillo (1671-1735), médecin.
- Umberto Chiacchio (1930-2001), homme politique.